# ТЕЦ Тихи
ТЕЦ Тихи (Tychy) — теплоелектроцентраль на півдні Польщі, за десяток кілометрів від південної околиці Катовиць.
У 1963-му на майданчику станції запустили котельню з трьома водогрійними котлами La Monta WLM-38 загальною потужністю 132 МВт. В 1972-му, 1977-му та 1986-му їх доповнили трьома вугільними котлами WP-120 з показниками по 140 МВт, постаченими компанією Rafako із Ратибора.
У 2000-му об'єкт перетворили на ТЕЦ, для чого ввели в дію енергоблок BC-35 потужністю 40 МВт, який мав вугільний котел із циркулюючим киплячим шаром OF-135 та парову турбіну Skoda KP 40-9,7. Теплова потужність блоку складала 70 МВт. При цьому всі котли WLM-38 та один з WP-120 вивели з експлуатації, а загальна теплова потужність станції рахувалась як 290 МВт.
У 2012-му котел OF-135 перевели на спалювання біомаси, для чого модернізували за гібридною технологією, котра комбінує циркулюючий та бульбашковий киплячий шар.
В 2016-му ввели в експлуатацію новий енергоблок BC50, який має котел з циркулюючим киплячим шаром Foster Wheeler, призначений для спалювання як вугілля, так і біомаси. Блок оснащений паровою турбіною Doosan Skoda потужністю 65 МВт, а його теплова потужність складає 86 МВт.
Також в 2010-х встановили водогрійний котел WR-40 потужністю 40 МВт, постачений компанією Sefako із Сендзішува, при цьому в роботі залишився лише один котел WP120.